# Авиа-агрегат (завод)
Завод «Авиа-агрегат» — завод в Азербайджане, по производству агрегатов для авиастроительной  промышленности.

## История
Завод создан в 1961 году на базе цеха кондиционеров Кишлинского машиностроительного завода под названием «Бакинский завод кондиционеров». В 1965 году перешёл в подчинение Министерства авиационной промышленности СССР.
В 1970 году был переименован в Бакинский машиностроительный завод имени 50-летия Советского Азербайджана и переведен на новый производственный участок. 
В 1978 году на базе завода создано БАПО «Иглим», и в составе объединения сформирован филиал — «Бакинский агрегатный завод».
В 1993 году предприятие переименовано в завод «Авиа-Агрегат». С 1993 года завод функционировал в подчинении Государственного комитета по специальному машиностроению и конверсии Азербайджана.
В 1997 году переименован в ПО «Авиа-Агрегат».

## Деятельность
Завод специализируется в области производства агрегатов для авиастроительной промышленности:
- шаровые и цилиндрические баллоны высокого давления;
- самолетное, кухонно-буфетное оборудование для гражданской авиации;
- изготовление технологической оснастки и инструментов;
- производство ТНП и продукции общего назначения.